# Острожский, Александр Васильевич
Князь Александр Васильевич Острожский (пол. Aleksander Ostrogski, лит. Aleksandras Ostrogiškis; * 1570 или 1571, с. Вевьёрка (теперь Подкарпатское воеводство Польши) — † декабрь 1603, Тернополь (теперь Украина) — один из последних князей Острожских, воевода волынский (1593—1603), староста переяславский.

## Биография
Был младшим и любимым сыном киевского воеводы, князя Константина-Василия Константиновича Острожского (1526—1608) и Софьи Тарновской (1534—1570), дочери гетмана великого корононого и каштеляна краковского Яна Амора Тарновского (основателя Тернополя). Младший брат каштеляна краковского, князя Януша Острожского.
Мать умерла при родах. Детство Александра прошло в Дубенском замке. Начальное домашнее обучение получил сначала при дворе отца в Остроге, затем — при королевском дворе.
В 1592 году заключил брак с католичкой Анной Костка (1575—1635), дочерью каштеляна гданьского и воеводы сандомирского Яна Костки (1529—1581) и Софии Одроваз (1540—1580).
В качестве приданого невесты был получен, в частности, город Ярослав в Галиции, где он провёл в дальнейшем бо́льшую часть своей жизни.
3 мая 1593 года сменил своего брата Януша на посту волынского воеводы. В том же году освободил Ярослав от татарского войска, атаковав ордынцев под Сосницей. Его прозвали «великодушный князь», так как по просьбе супруги князь даровал пленным татарам свободу и, даже наделил часть из них землёй.
Александр — единственный из всех сыновей Острожского остался верным православию, помогал ему в борьбе с униатством. Во время Брестского собора вместе с отцом выступал во главе православной оппозиции против унии. Острожский привез с собой войско, которое охраняло дом, где проходило заседание православного собора.
Был ктитором Межиричского монастыря (теперь Ровненская область). Незадолго до смерти короткое время (1603) владел г. Нетешином (теперь Хмельницкая область).
Неожиданная смерть Александра Васильевича Острожского в 1603 году породила слухи о его отравлении слугой. Похоронен в церкви Богоявления Господнего в Остроге.
«Острожский летописец» датирует 1633 годом обряд, совершенный с прахом князя Александра Острожского его дочерью Анной-Алоизией: «А княжна, маюци гнев на православных и ненависть, видить же не повелося ей, в том же кривды починила церквам и священником, бо она розумела, иже бы оны для недостатку мусят приступити до унеи. А священники о достаток мало дбали, абы при православии. Промышляла она много лет що злое православным выстроити. Потом, року 1636, юже знала, що умыслила воздвигнути гонение на церковь. Тылко ей о тое и шло же тело ей отца княз Александра в церкви замковой наперед тое учинила же, выкрала с церкви тело оцевское. В пяток страстный в ночи з пятка на суботу пришла з езуитами до церкви. Привели священника, хотя не хотел, же бы церковь одомкнул. Священник /л. 131 об./ хотел дати знати людем и збоявся, бо было бы забийства не мало, що напотом и за зле на него люде мели, же им знати не дал. А кгды увошли у церковь, а на гроб божий убраный коштов не накилка 1.000, що и сами езуиты дивовалися, стоял на склепе, где княже лежат. Гроб той растрясли, отсоваючи, и добылися до склепу и знашли у трумы тылк кости, бо юже лет 34, яко умер, а трума ценовая, и помысли до кляштора. Еден езуита сель за трумою прикрився, а другий пытает, а той отповедае от тых костей. И мовит: „Александре, по цо же ту пришед“. Той отповеда: „збавеня шукам“. „А чем же давней не шукал“. „Бо не зналем, цо вера лепша римска“. А княжна кости перемыла, золками пахнучими переклала. Езуиты крестили во свою веру кости и водою покропили и имя переминили Станиславом и попровадили до Ярославля, и там поховала подле матки своей. Теперь свой час прибрала, що давно мыслила».

## Дети
В браке с княгиней Анной Косткой (1575—1635) прижил 8 детей:
- София Острожская (1595—1622), жена с 1613 года князя Станислава Любомирского (1583—1649)
- Александр Острожский (? — 1607)
- Адам-Константин Острожский (ум. 1618)
- Кшиштоф Острожский (ум. 1606)
- Януш Павел Острожский (? — 1619)
- Василий Острожский (ум. 1605)
- Анна-Алоизия Острожская (1600—1654), жена с 1620 года гетмана великого литовского Яна Кароля Ходкевича (1560—1621)
- Катажина Острожская (1602—1642), жена с 1620 года воеводы киевского Томаша Замойского (1594—1638)

Все сыновья Александра Острожского умерли в молодом возрасте — примерно 20 лет. 